# Stipa transcarpatica
Stipa transcarpatica är en gräsart som beskrevs av Michail Klokov. Stipa transcarpatica ingår i släktet fjädergrässläktet, och familjen gräs. Inga underarter finns listade i Catalogue of Life.